# Elasmias jaurffreti
Elasmias jaurffreti es una especie de molusco gasterópodo de la familia Achatinellidae en el orden de los Stylommatophora.

## Distribución geográfica
Se encuentra en Mauricio.